# Simon Juda Onorat
Simon Juda Onorat (en francès Simon-Jude Honnorat; Alòs, Provença, 3 d'abril de 1783 - Dinha, Provença, 31 de juliol de 1852) va ser un metge, naturalista i sobretot lexicògraf occità conegut sobretot per haver elaborat un dels diccionaris més complets de la llengua occitana, que serví de model a Frederic Mistral.

## Biografia
Onorat va néixer el 1768 a Alòs, a una família tradicionalista de masovers i propietaris rurals. Per mor de la Revolució Francesa el capellà del seu poble, que era qui ensenyava el francès, fugí, i per la qual cosa es veié preservat de l'aculturació que l'hi hauria portat a un col·legi de la capital per fer-hi els estudis. Dins el seu afany per millorar el francès i poder establir comparacions amb l'occità, s'interessà pel diccionari d'Achard. Quan la Revolució es calmà una mica, partí a estudiar a Grenoble, i més tard a París, on estudià medecina. Allà freqüentà occitans i aprofundí en els coneixements de la història i la producció de l'occità. Quan acabà els seus estudis, s'instal·la com a metge a Alòs; finalment, l'educació dels seus fills el portà a implantar-se a Dinha, on va morir.

## Obres
- Traité des connaissances chimiques appliquées aux phénomènes de la nature (1802)
- L'Histoire naturelle, chimique et médicale des Cantharides. (tesi doctoral) (1807)
- Dictionnaire Provençal-Français ou dictionnaire de la langue d'Oc ancienne et moderne (1846-1847).
- Vocabulaire franco-provençal (1848)
- Catalogue des plantes de Provence (dins Annales des Sciences et de l'Industrie du Midi de la France)
- Diversos articles a Annales des Basses-Alpes.